# Сарыбарак
Сарыбара́к (ранее — Сарыбула́к, каз. Сарыбарақ) — село в Байзакском районе Жамбылской области Казахстана, входит в состав Темирбекского сельского округа. Код КАТО — 313649200.

## География
Село расположено в северо-западной части Байзакского района, на правом берегу реки Талас, в 3 километрах к северу от административного центра сельского округа села Тегистик, в 40 километрах к северу от районного центра, села Сарыкемер, в 50 километрах к северу от областного центра, города Тараз. Ближайшая железнодорожная станция Шайкорык — расположена в 48 километрах к югу от села (по дороге — 63 км). Соседние населённые пункты: Тегистик в 3 километрах к югу, Шахан в 2 километрах к северу. Транспортное сообщение осуществляется по автодороге КН-7 (Тараз — Ойык). Высота центра населённого пункта — 440 метров над уровнем моря.

## Население
| Численность населения | Численность населения | Численность населения |
| 1989                  | 1999                  | 2009                  |
| --------------------- | --------------------- | --------------------- |
| 536                   | ↗576                  | ↗581                  |